# Pârâul Mare, Miletin
Pârâul Mare este un curs de apă, afluent al râului Horoghiuca. 